# Villaragut
I de Villaragut o di Villaraut sono una famiglia reale, discendente dagli antichi sovrani d'Ungheria. Erano signori di Villaragut in Catalogna, Aragona.

## Storia
Un Berengario fu generale della flotta delle galee di Pietro I di Sicilia, suo figlio Raimondo, come ricompensa dei servigi resi ai sovrani aragonesi, in particolare a Ludovico di Sicilia, fu eletto capitano generale e prese parte alle guerre del vespro, fu signore di Salemi, Prizzi, Palazzo Adriano e barone di Calamonaci. Un Giovanni fu maggiordomo di Alfonso V d'Aragona. Diversi esponenti della famiglia occuparono diverse cariche in Palermo, tra le quali quelle di senatore, pretore e capitano giustiziere.

## Arma
Fasciato d'argento e di rosso, di otto pezzi.